# (13039) Awashima
(13039) Awashima est un astéroïde de la ceinture principale.

## Description
(13039) Awashima est un astéroïde de la ceinture principale. Il fut découvert le 27 mars 1990 à Kitami par Kin Endate et Kazuro Watanabe. Il présente une orbite caractérisée par un demi-grand axe de 3,18 UA, une excentricité de 0,17 et une inclinaison de 11,5° par rapport à l'écliptique.

## Compléments